# Pic Sans Nom

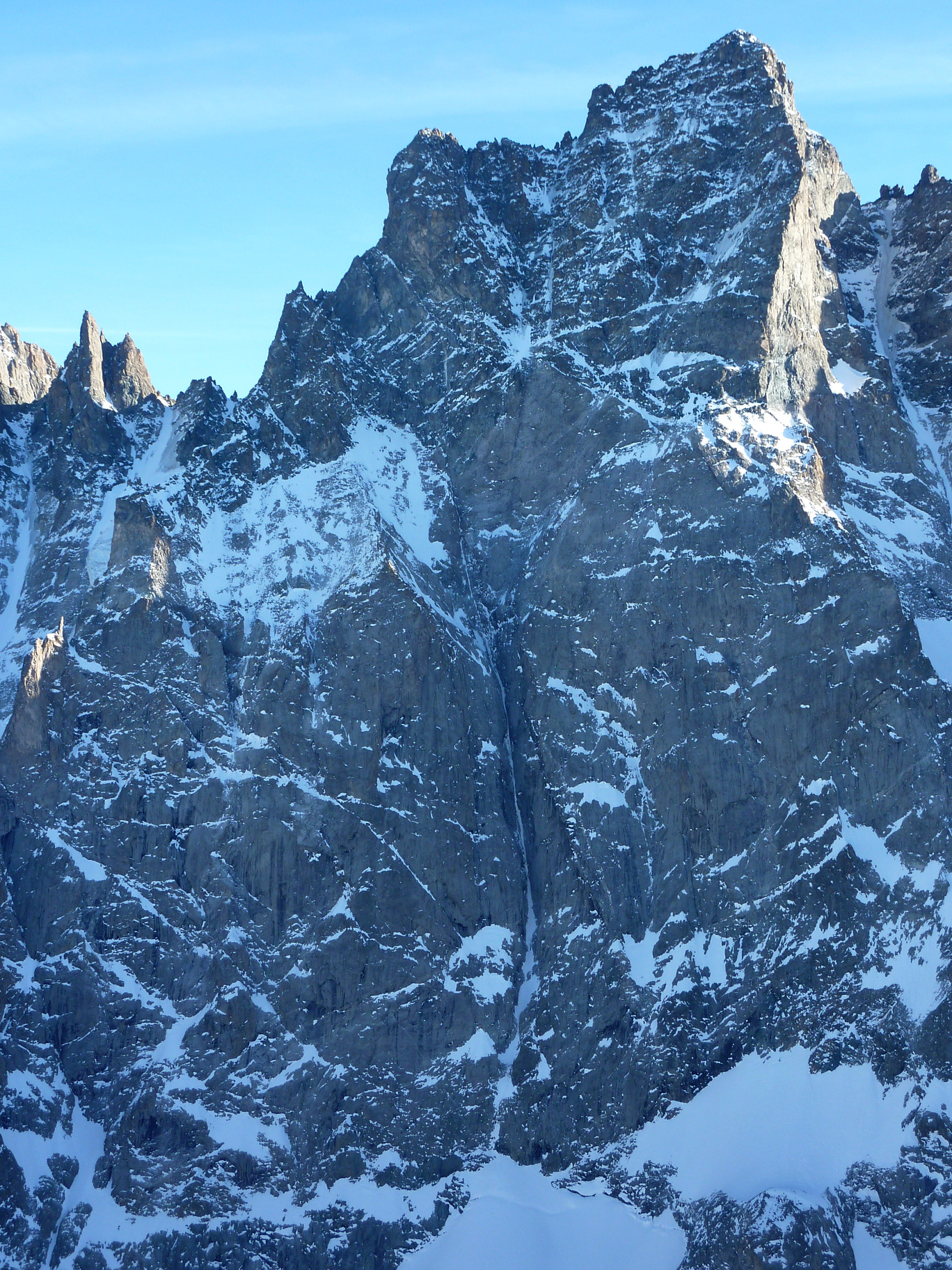
Pis Sans Nom - północna ściana

Pic Sans Nom (3913 m n.p.m.) – szczyt w Alpach Delfinackich, części Alp Zachodnich. Leży w południowo-wschodniej Francji w regionie Owernia-Rodan-Alpy. 
Jeden z najwyższych szczytów w grupie górskiej Écrins. Ma kształt potężnej turni, nieco zaokrąglonej u szczytu. Wznosi się w bocznej grani grupy Écrins, która w masywie l’Ailefroide odgałęzia się w kierunku wschodnim i kończy się masywem Mont Pelvoux. Od zachodu głęboko wcięta szczerbina, nosząca bardzo obrazową nazwę le Coup de Sabre (Cięcie Szablą; 3494 m n.p.m.), oddziela go od znacznie niższej, lecz równie strzelistej turni, noszącej nazwę Pic de Coup de Sabre. Natomiast od wschodu dość głęboka przełęcz oddziela go od masywu Mont Pelvoux. Ku północy Pic sans Nom opada potężną ścianą skalną wprost na Czarny Lodowiec (franc. Glacier Noir). Natomiast w kierunku południowym wysyła wybitną grań, zwaną Arête du Sélé, opadającą ku dolince Sélé (franc. vallon du Sélé).
Podstawa masywu Pic sans Nom zbudowana jest z granitów, natomiast wierzchołek – z gnejsów i anateksytów (tj. granitów o niejednorodnej strukturze, bogatych we wtrącenia gnejsów).
Szczyt otaczają lodowce: Glacier Noir na północy oraz Glacier du Coup de Sabre i Glacier de Sialouze na południu. Jest jednym z najtrudniejszych do zdobycia szczytów w Alpach w ogóle. Wejścia nań dokonuje się zwykle ze schroniska Refuge Cézanne (1874 m).
Pierwsze wejście: 10 lipca 1877 r., J.-B. Colgrove i Richard Pendlebury z przewodnikami Gabrielem i Josefem Spectenhauserami.